# Play-T
Play-T（プレイ・ティー）は、かつて存在したau（KDDI／沖縄セルラー電話）やソフトバンクモバイル、NTTドコモ向けに東芝が開発する携帯端末におけるコンセプト。
東芝のモバイルコミュニケーション社の事業が2010年10月1日付で富士通東芝モバイルコミュニケーションズへ移管された事に伴い、2010年9月30日を以って終了した。その後、2012年4月1日に富士通東芝は富士通の完全子会社富士通モバイルコミュニケーションズとなり東芝は事実上携帯電話事業から撤退、現在に至る。

## 概要
公式サイトによると「パーソナルエンターテイメントツール」のことである。
東芝（当時）は、2005年10月にボーダフォン 日本法人（現・ソフトバンクモバイル）向けにVodafone 803Tを発表し、同機種がロングランヒットしたこともあり、その後、携帯端末の音楽機能に力を入れる。その後、ブランド名としての「Play-T」を音楽携帯機能、動画再生機能などにおいて使用していた。

## 関連項目

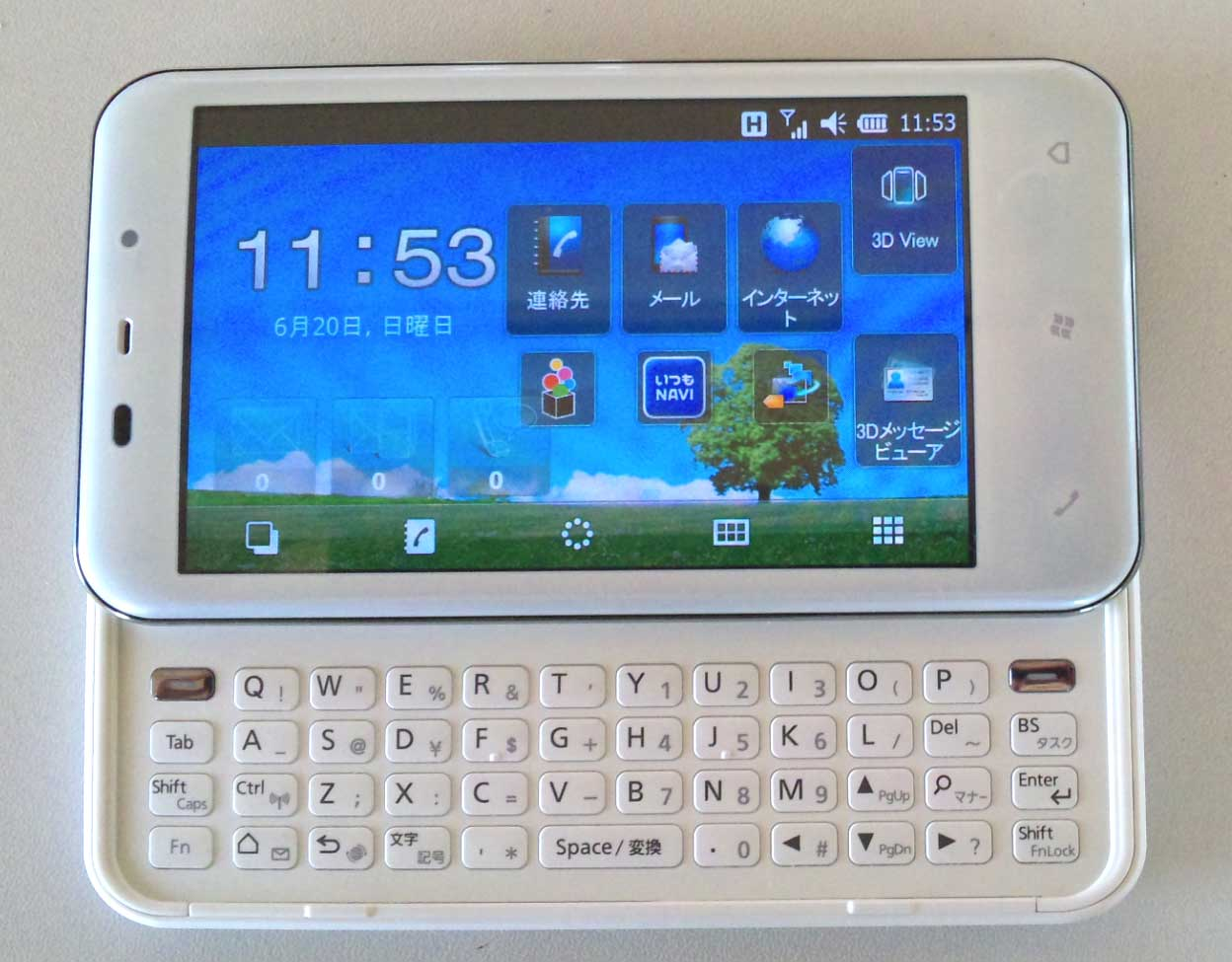
ドコモ スマートフォン
dynapocket T-01B